# Pélican frisé
Pelecanus crispus
« Pélican frisé » redirige ici.  Pour le groupe de musique, voir Le Pélican Frisé.
Espèce
Statut de conservation UICN

 NT  : Quasi menacé
Statut CITES
Le Pélican frisé (Pelecanus crispus) est une espèce d'oiseaux de la famille des Pelecanidae. Il se reproduit dans les marais et les lacs peu profonds, principalement en Europe du Sud-Est, des Balkans jusqu'au delta de la Volga, mais aussi en Asie centrale jusqu'en Mongolie, et au Moyen-Orient.
C'est le plus grand des pélicans, et il fait partie des plus grands et lourds oiseaux du monde capables de voler. Il est aussi de nos jours la plus rare et la plus vulnérable des huit espèces de pélican.

## Description

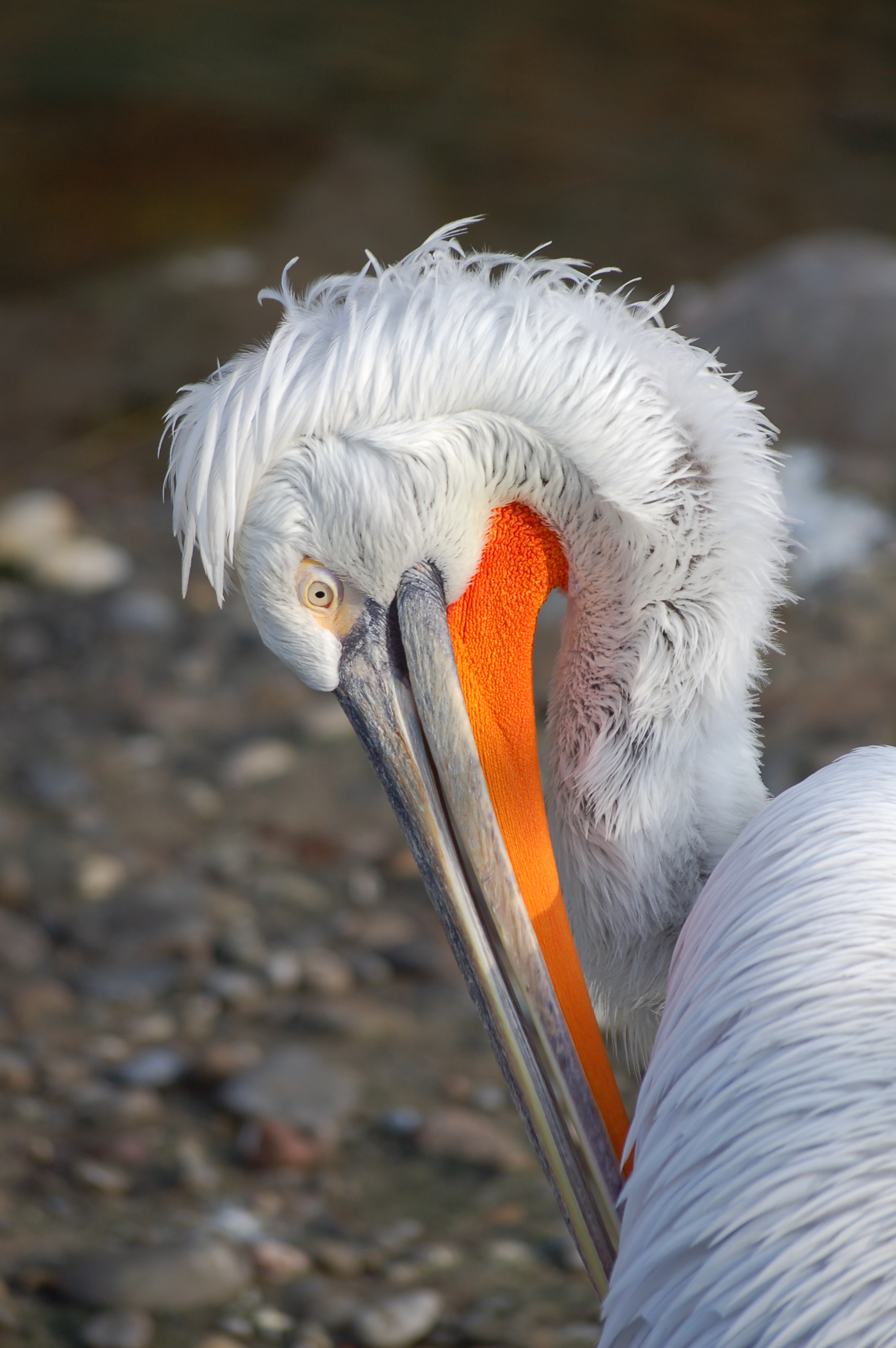
Tête d'un pélican « frisé ».

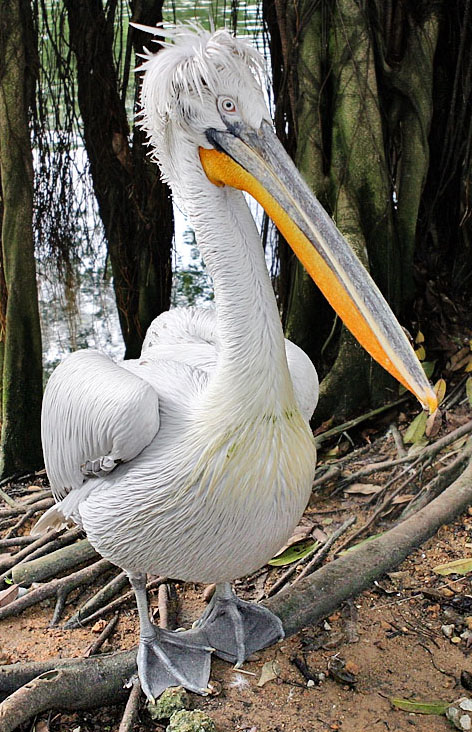
Un spécimen en captivité.

Il mesure de 160 à 183 cm de longueur (cou étendu). Son poids varie de 7.25 à 15 kg, pour une moyenne de 10,4 à 11,5 kg selon les estimations. Cela en fait la plus grande espèce de pélican, devant le pélican blanc, mais aussi l'un des plus grands oiseaux capables de voler au monde. Il dispute le titre du plus lourd oiseau que ses ailes portent en l'air avec les grands cygnes (cygne tuberculé et cygne trompette), la grande outarde et le condor des Andes. Malgré ce poids, le vol du pélican frisé est remarquable d'aisance et de légèreté. Son envergure est aussi l'une des plus grandes parmi tous les oiseaux actuels, mesurant entre 290 et 345 cm (environ trois mètres en moyenne), cependant quelque peu inférieure à celle de l'albatros hurleur. Son bec mesure de 36 à 45 cm de longueur, ce qui en fait aussi l'un des plus longs becs d'oiseaux (en concurrence avec celui d'autres pélicans).
Il diffère du pélican blanc par ses pattes grises et un plumage blanc-gris, avec des plumes plus longues, notamment sur la nuque la tête qui sont typiquement "frisées", avec une coiffe caractéristique composée de longues et fines plumes sur le dessus de la tête souvent rabattues vers l'avant. Ces caractères sont surtout marqués en période nuptiale. L’œil a un iris pâle et il est encerclé d'une zone de peau nue plus restreinte que celle du pélican blanc. Durant la période de reproduction, la poche jugulaire des adultes se colore de rouge orangé intense, de même que la peau autour des yeux. En vol les individus adultes ont les ailes beaucoup moins colorées de noir que celles du pélican blanc, le dessous des ailes est presque entièrement pâle. Les pélicans frisés juvéniles ont un plumage plus court, gris avec plus de coloration sombre sur les ailes.

## Répartition

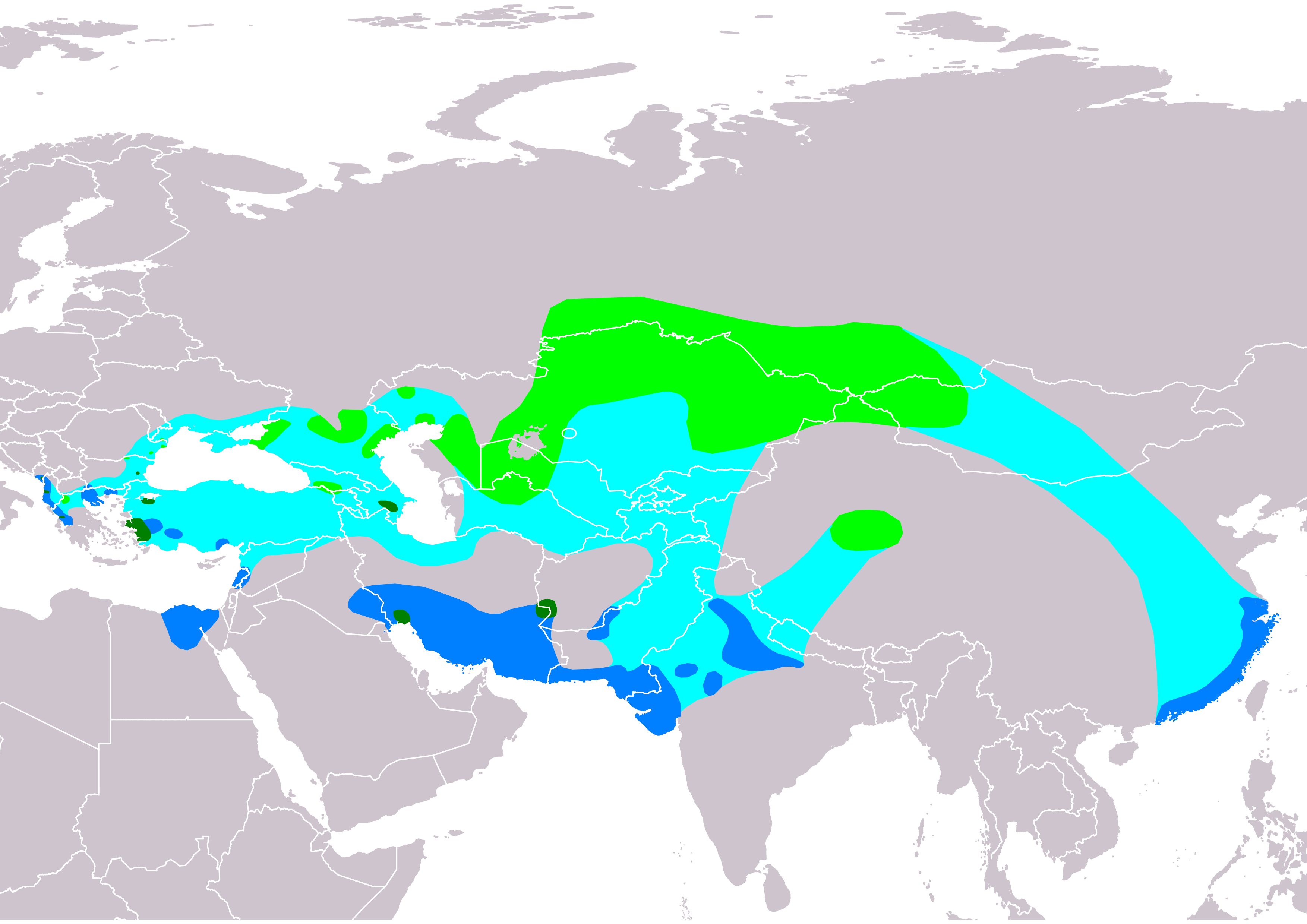
Répartition de Pelecanus crispus (plus détaillée en Europe qu'en Asie). Aire de nidification en vert, aire d'hivernage en bleu, zone de migration en cyan, présence permanente en vert foncé.

### Répartition actuelle et récente

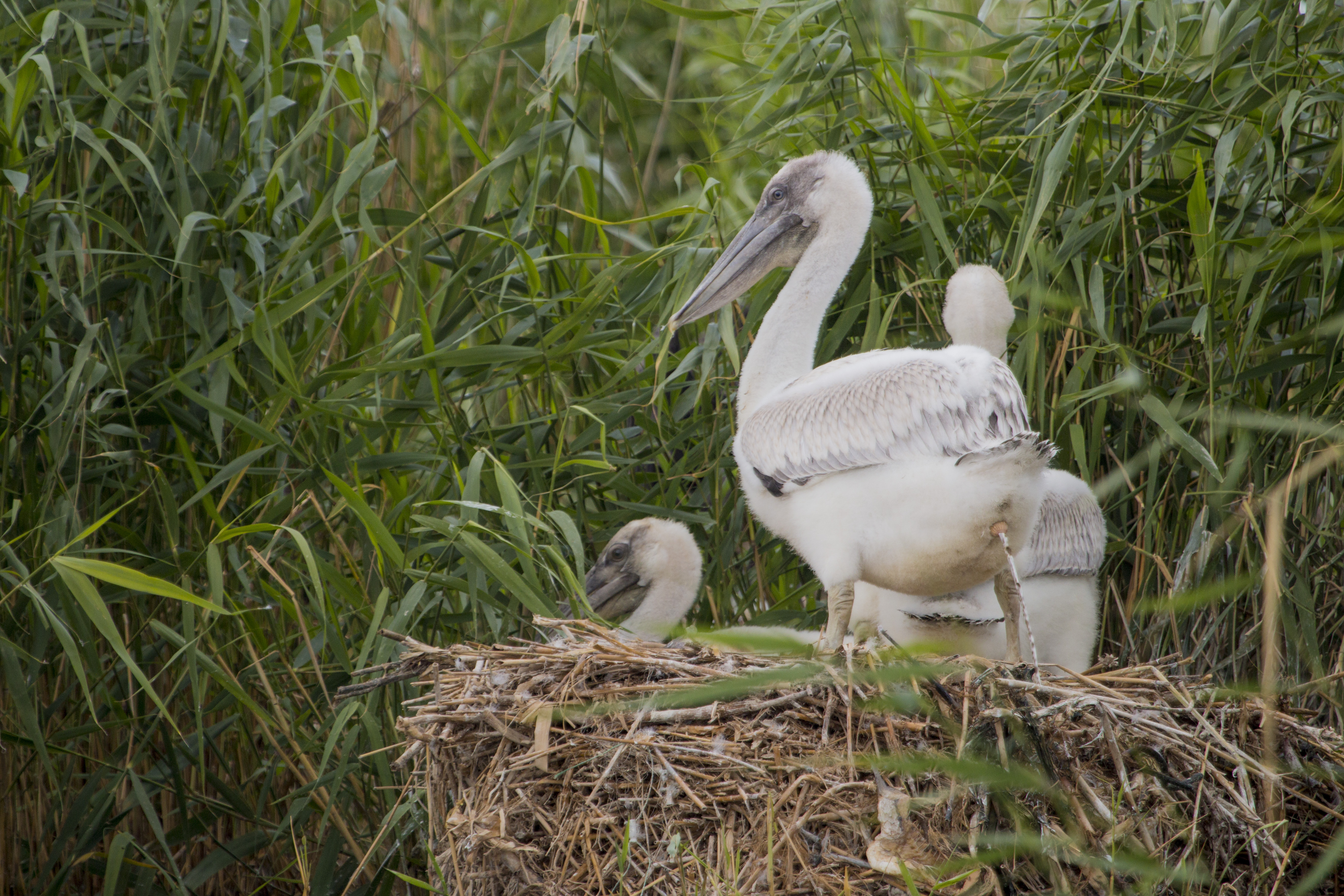
Des jeunes au nid, sur le lac de Dongouzly au nord de l'oblast de Tcheliabinsk en Sibérie occidentale, Russie.

Bien qu'aujourd'hui rares et localisées, les populations de pélicans frisés sont dispersées dans une vaste aire de répartition eurasiatique. La plupart des effectifs se concentrent, en période de reproduction, en Europe du Sud-Est : dans les Balkans et jusqu'à la basse Volga, en passant par les zones humides de la côte nord de la mer Noire et de Ciscaucasie. De rares colonies nicheuses subsistent aussi localement en Turquie, en Iran et dans le Caucase, et de manière très dispersée en Asie centrale : notamment dans les lacs du sud de la Sibérie occidentale (entre l'Oural et l'Altaï), au Kazakhstan, et jusqu'à la Mongolie. 
Les populations d'Asie centrale et du sud de la Russie sont migratrices. Elles sont observées en hiver de l'Irak à la Chine en passant par le Pakistan et l'Inde. En Europe en revanche une partie des populations est plus ou moins sédentaire, mais une partie migre sur des distances courtes. Quelques centaines de ces grands oiseaux viennent notamment hiverner au lac Kerkíni dans le nord de la Grèce.
La plus grande colonie nicheuse actuelle se situe au Petit lac Prespa, partagé entre l'Albanie et la Grèce, avec environ 1400 couples. L'autre population d'importance se trouve dans le delta du Danube en Roumanie où vivraient 450 couples. Une importante colonie existe aussi dans la réserve naturelle d'Astrakhan dans le delta de la Volga en Russie.  Historiquement ce pélican était bien plus abondant dans les Balkans, dont la Hongrie et la Croatie (d'où son autre nom de pélican dalmatien), et en Ukraine, mais il a disparu en bon nombre d'endroits par la destruction de son habitat ou la concurrence avec l'homme.
Dans la partie la plus nordique de son aire de reproduction, en Sibérie occidentale, les lacs pouvant accueillir le pélican frisé sont si nombreux au milieu de vastes marais inaccessibles, que les rares colonies nicheuses qui y sont dispersées sont très difficiles à localiser et à comptabiliser. Des pélicans sont aperçus par exemple dans les marais de Vassiougan, mais bien qu'une nidification dans la région soit probable, elle n'a pu être vérifiée. Ces individus pourraient faire partie de ceux qui sont régulièrement observés en halte migratoire sur le lac Tchany plus au sud. En 2016, deux importantes colonies nicheuses de 196 et 40 couples sont découvertes sur le lac de Dongouzly à environ 70 km au nord de Tcheliabinsk.
De nombreux individus ont été aperçus en Arménie dans les alentours du lac Arpi, situé à plus de 2000 m d'altitude, où ils viennent pour s'y reproduire.

### Répartition ancienne

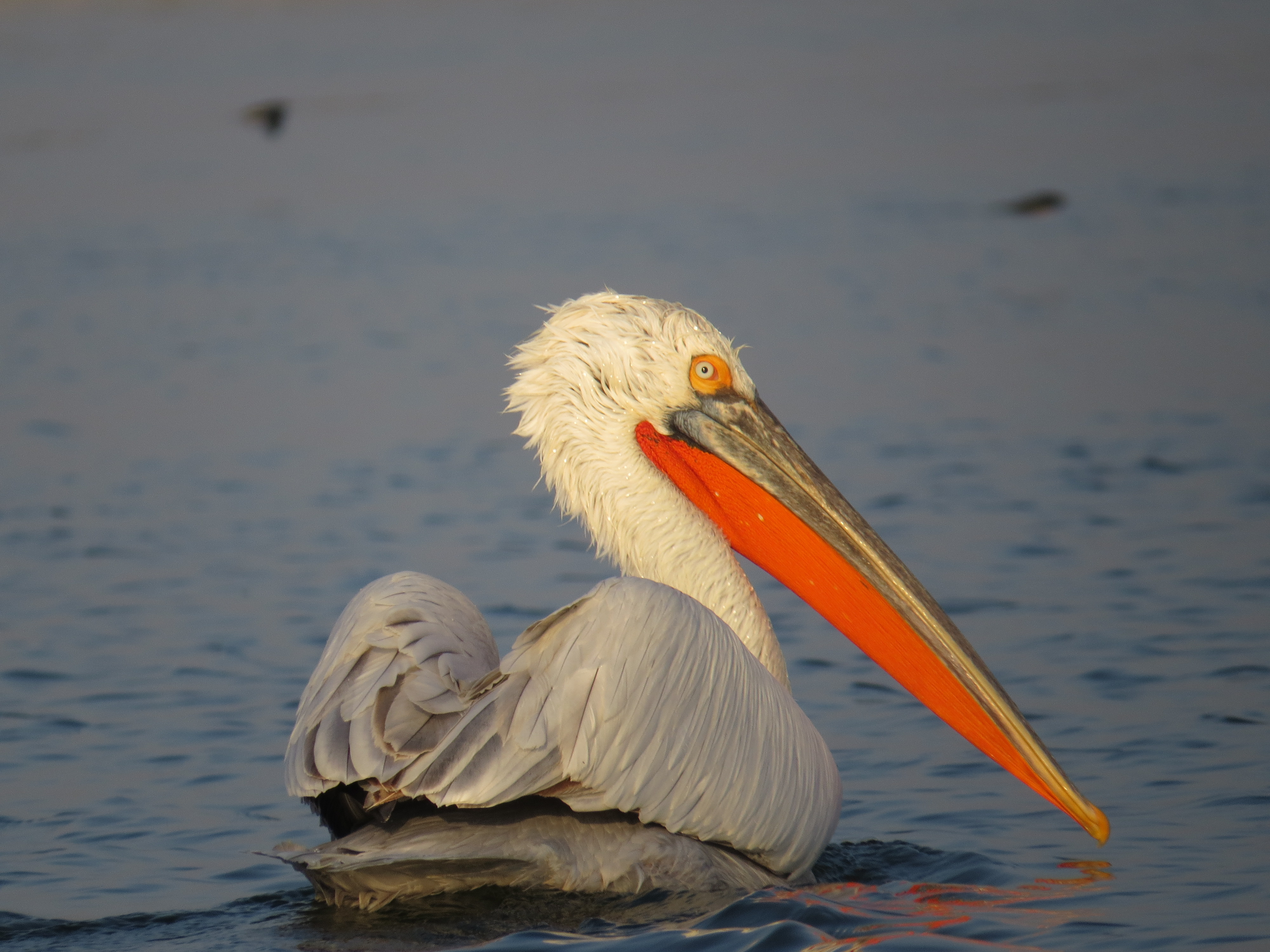
Un pélican frisé en hivernage en Inde.

La répartition récente de l’espèce en Europe, confinée à l'Europe du Sud-Est, est en réalité une aire relictuelle. On sait aujourd'hui que le pélican frisé a été beaucoup plus répandu dans le reste de l'Europe par le passé. De nombreux sub-fossiles de pélicans datant du milieu de l'Holocène ont été retrouvés en Europe du Nord-Ouest : en Grande Bretagne, aux Pays-Bas, en Allemagne du Nord, ainsi qu'au Danemark, avec une abondance particulière sur les côtes sud-occidentales de la mer Baltique (Allemagne et Danemark). L'analyse génétique d'un squelette de pélican du nord de l'Allemagne, vieux de 6000 à 7000 ans environ, a permis de déterminer qu'il appartenait bien à l'espèce Pelecanus crispus. Il s'agissait de populations naturellement résidentes et régulières, et non d'individus migrateurs occasionnels. Selon une théorie, sa présence sous ces latitudes a peut-être été favorisée par le climat légèrement plus chaud et humide qu'aujourd'hui au milieu de l'Holocène. Le léger refroidissement du climat aux périodes suivantes jusqu'à nos jours aurait éventuellement repoussé l'espèce plus au sud. Dans cette optique, le réchauffement climatique actuel pourrait faciliter une nouvelle expansion de l’espèce en Europe du Nord-Ouest. Des études écologiques semblent montrer qu'elle profite actuellement du réchauffement climatique, les nichées ayant un meilleur taux de réussite lorsque les étés sont plus chauds et plus humides. De nos jours on observe parfois des individus vagabonds en Europe du Nord-Ouest, mais aucune colonie ne s'est encore installée pour se reproduire. Cependant de nombreux restes de pélicans trouvés en Grande Bretagne, y compris des juvéniles (ayant été chassés et consommés par l'homme), qui démontrent une reproduction sur place, datent seulement de 2000 ans, et Pline l'Ancien mentionne dans son Naturalis Historia l’existence de pélicans en son temps dans les régions côtières du nord de la Gaule (les actuels Pays-Bas et Belgique). Les restes sub-fossiles de pélicans les plus récents de la moitié nord de l'Allemagne sont datés du Moyen Âge (900 BP). Mais à ces époques historiques plus récentes les pélicans semblent avoir déjà disparu de la partie la plus septentrionale de leur ancienne aire (côtes de la Baltique). Une autre théorie considère que le pélican frisé serait bien adapté à une large gamme de climats tempérés (existence actuelle de colonies de reproduction en milieux assez froids en Sibérie, Mongolie et sur un lac d'altitude en Arménie), mais comme bien d'autres grands animaux il aurait anciennement disparu de la majeure partie de son ancienne aire naturelle eurasiatique essentiellement parce qu'il était chassé par l'homme, ses œufs sont devenus faciles à récolter avec le développement des embarcations dès le Néolithique, et il était considéré par l'homme comme un concurrent pour les ressources halieutiques (jusqu'à récemment dans son aire actuelle).

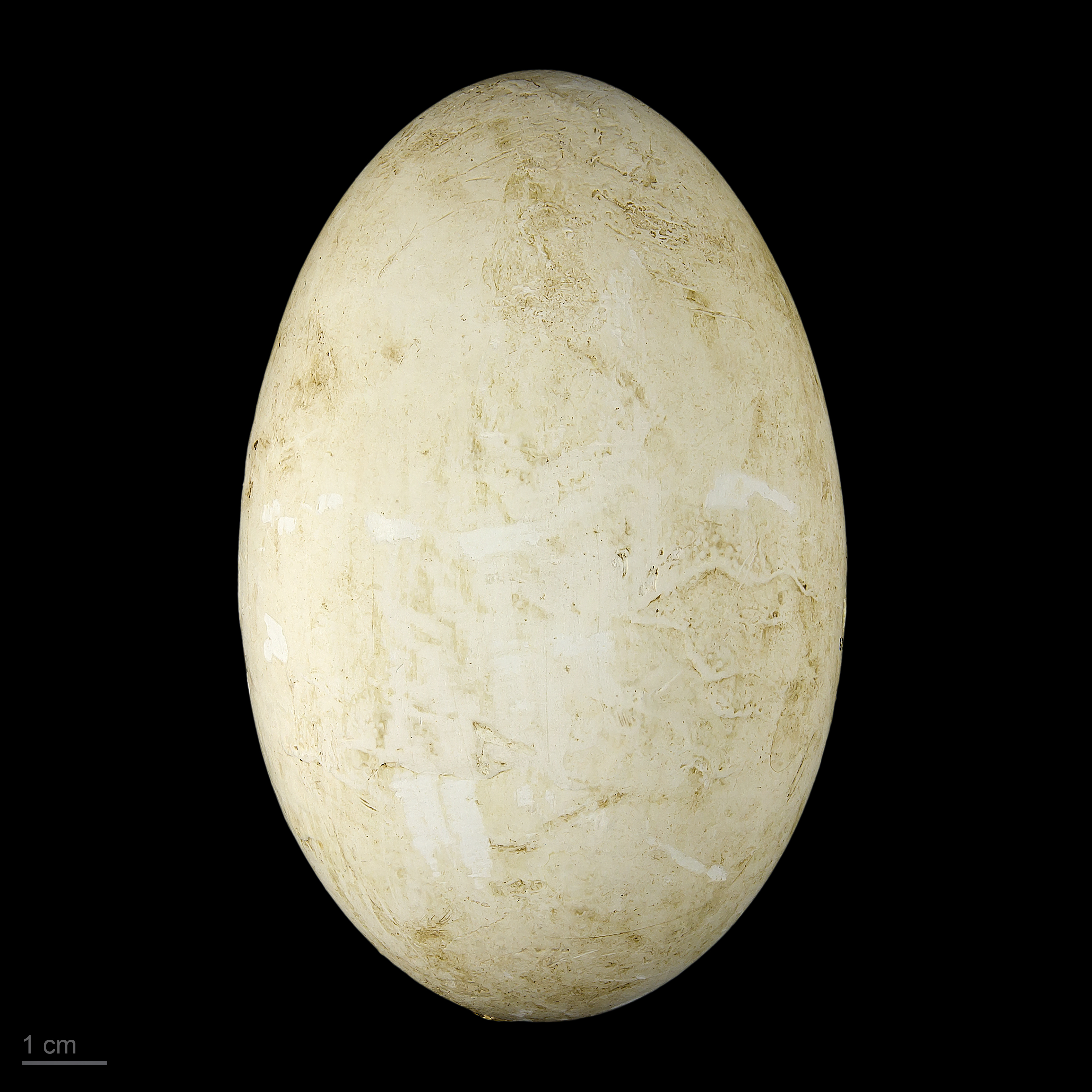
Œuf de Pelecanus crispus - MHNT

## Habitat
Il fréquente surtout les marais, les lacs d'eau douce peu profonds et riches en végétation, les grands cours d'eau et les deltas, ainsi que les estuaires et les lagunes saumâtres. Il peut se contenter de pièces d'eau de taille modeste si elles sont nombreuses. Il accepte une grande variété d'habitats, le facteur déterminant étant la richesse en poissons accessibles. En hiver il fréquente également les baies marines abritées. Il affectionne les ilots des roselières en période de reproduction, où il installe ses nids à l'abri des prédateurs terrestres.

## Population
Comme pour le Pélican blanc, la population de cette espèce a grandement décliné au cours du XXe siècle du fait de la disparition de son habitat et de la chasse. Mais le pélican frisé est bien plus rare et vulnérable à l’échelle mondiale. Il n'y a actuellement que 6 700 à 9 300 couples environ à l'état sauvage dans le monde. Les effectifs ont cependant fortement augmenté ces dernières années grâce aux mesures de protection dont ont bénéficié les dernières populations et leur habitat. Dans les années 1980, il restait moins de 1 000 couples dispersés en Eurasie (contre plusieurs millions d'individus estimés au XIXe siècle) et l'espèce a échappé de peu à l'extinction. L'Europe du sud-est constitue aujourd'hui son principal bastion.

## Galerie

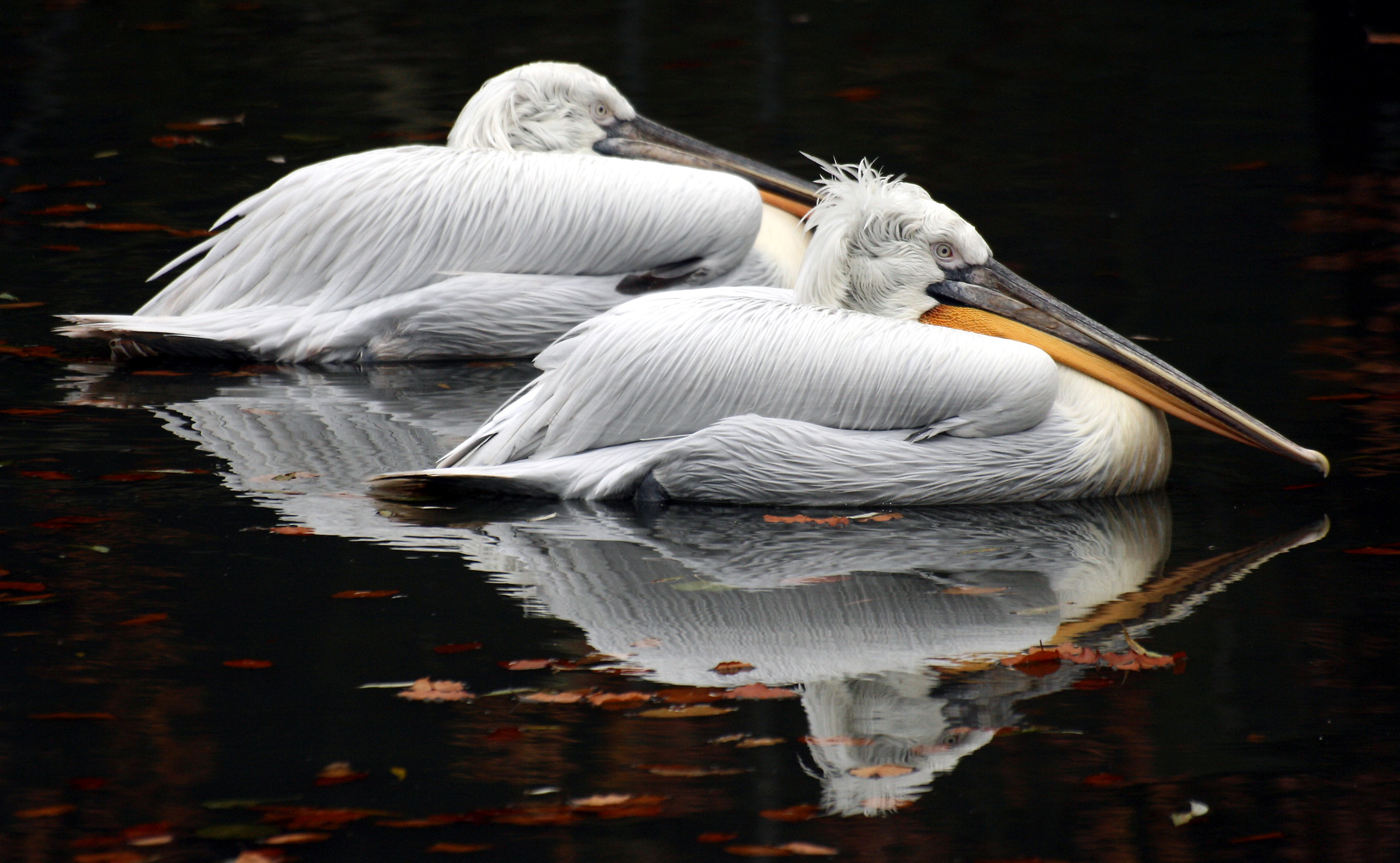
Deux spécimens sur l'eau au zoo de Colchester.
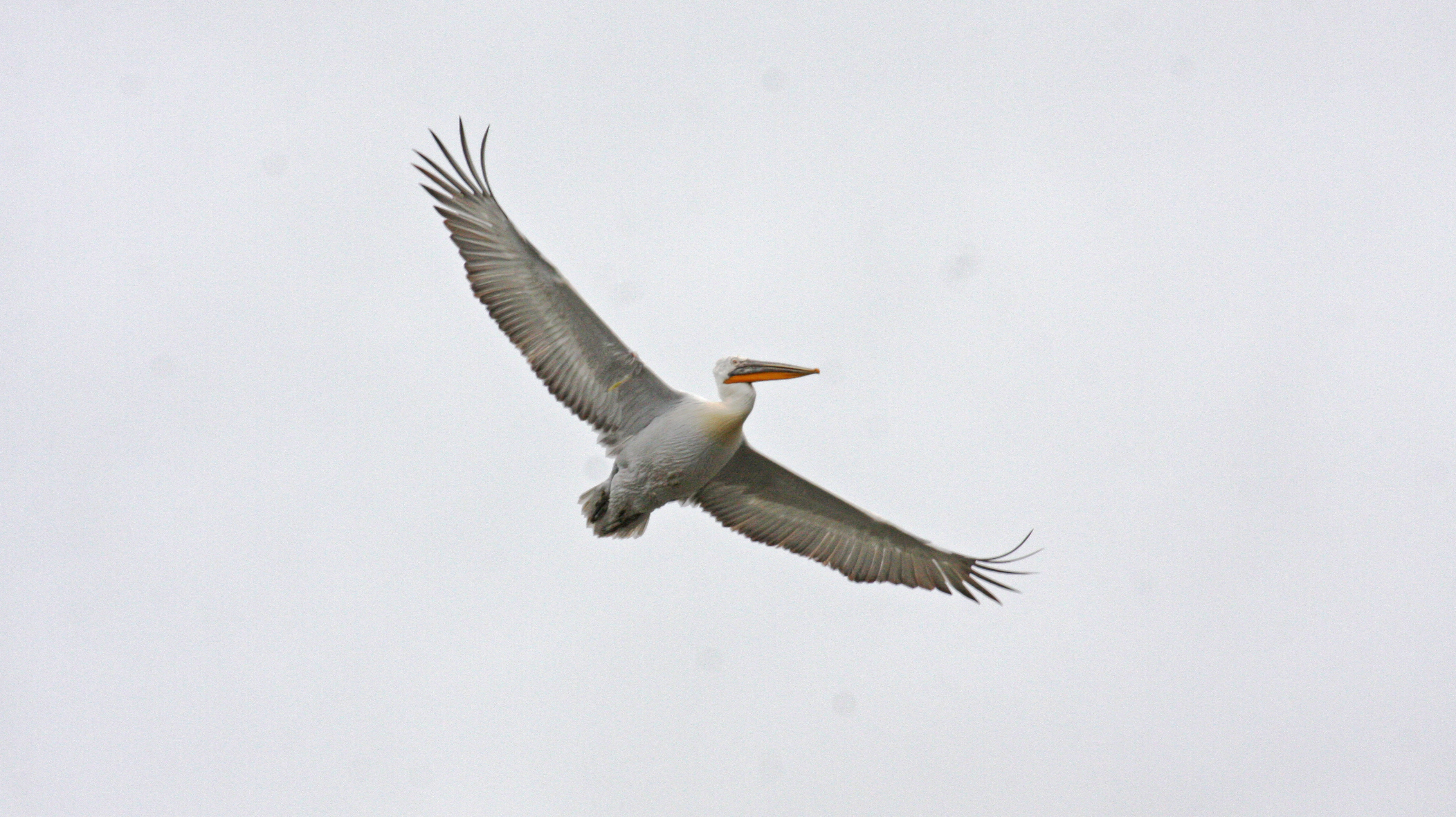
Un pélican sauvage en vol en Grèce.
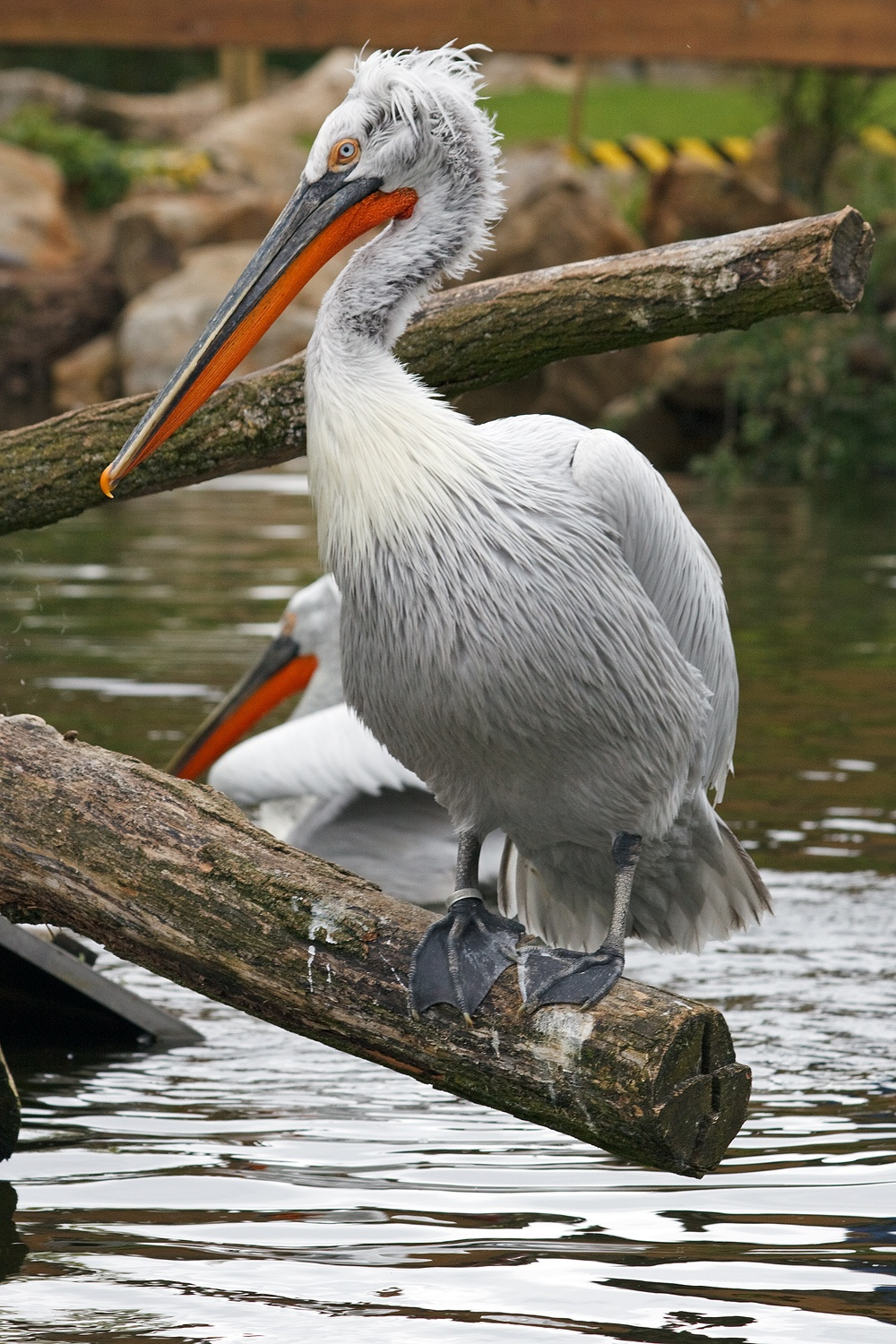
Un adulte hors de l'eau au zoo de Münster.
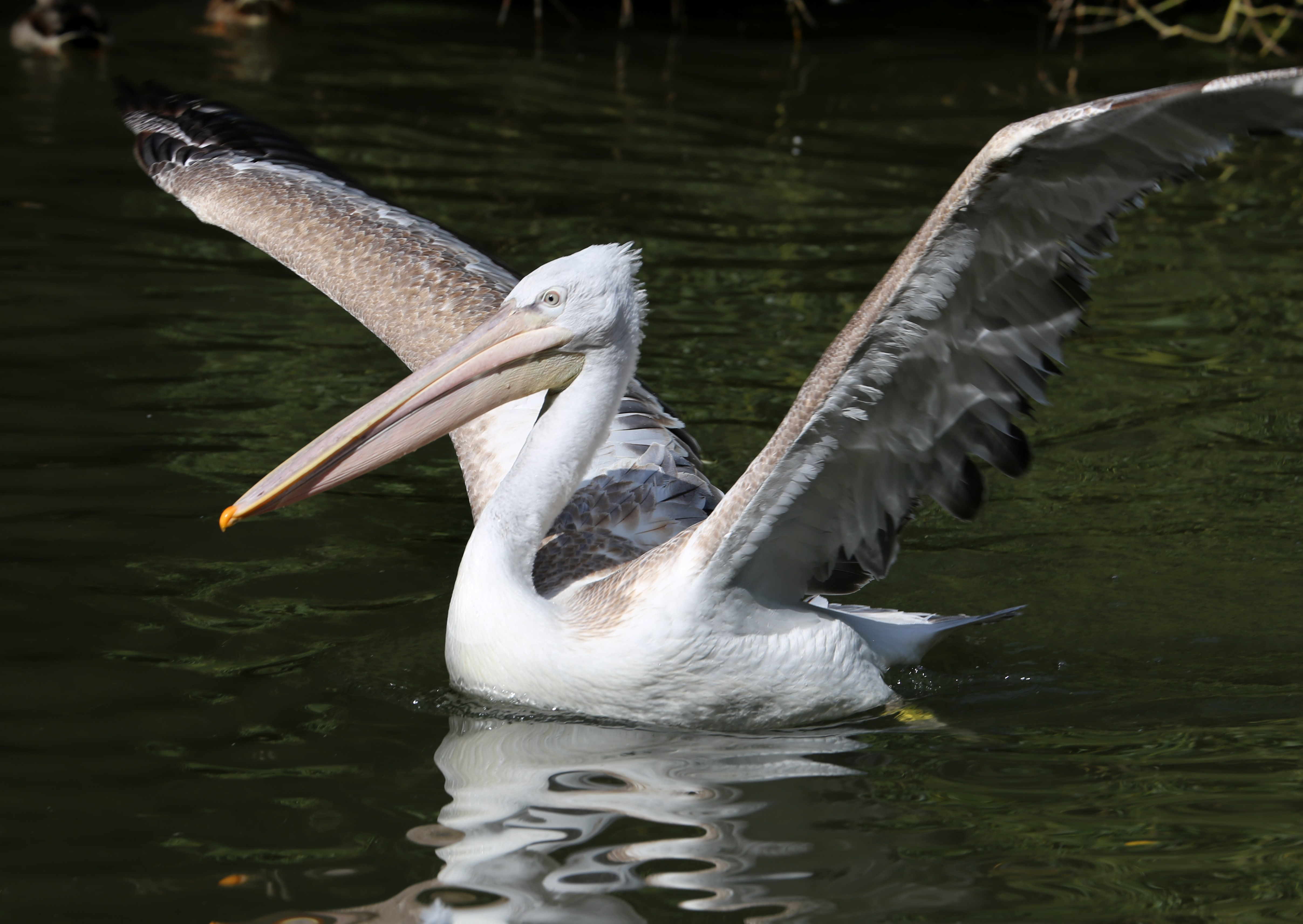
Un juvénile au zoo d'Augsbourg.
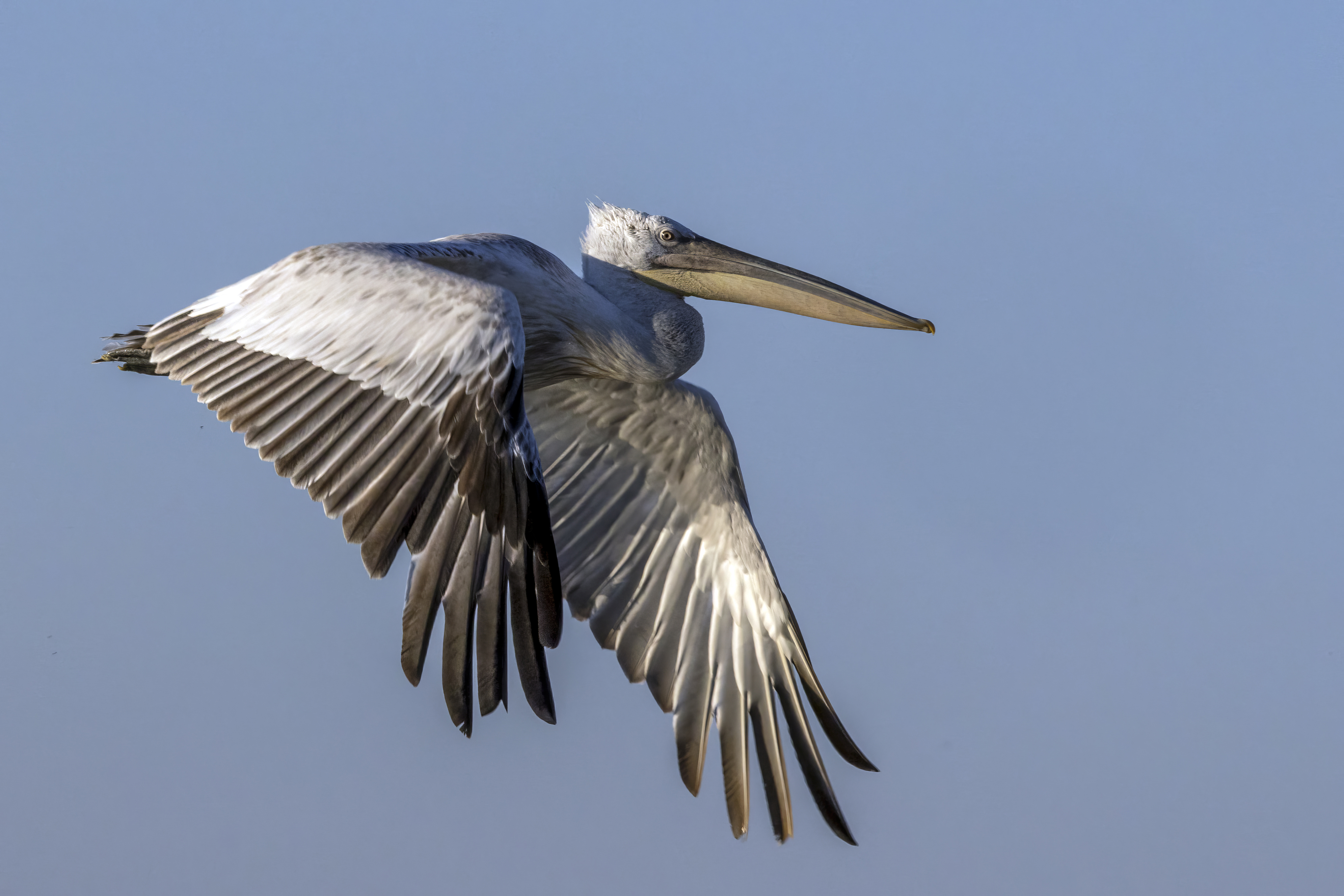
Un jeune pélican frisé en vol dans le delta du Danube, Roumanie. Août 2022.
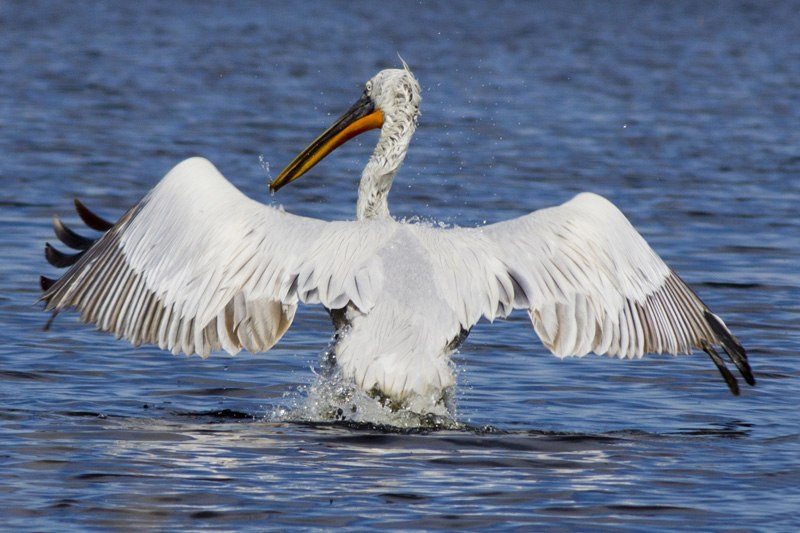
Jeune pélican frisé au lac Kourlady en Russie.